# Cirrochroa satyrina
Cirrochroa satyrina är en fjärilsart som beskrevs av Felder 1867. Cirrochroa satyrina ingår i släktet Cirrochroa och familjen praktfjärilar. Inga underarter finns listade i Catalogue of Life.